# 小斑点环口螺
小斑点环口螺（学名：Cyclophorus punctatulus）为环口螺科环口螺属的动物，是中国的特有物种。

## 分佈
分布于四川、湖北、广西等地，生活环境为陆地，一般栖息于阴暗潮湿多腐殖质的灌木草丛树林以及落叶石块下。形态类似蜗牛，尺寸两厘米左右。

## 外部連結
- 維基物種上的相關：小斑点环口螺